# زانکت اولریش بای اشتیر
زانکت اولریش بای اشتیر (به آلمانی: Sankt Ulrich bei Steyr) یک منطقهٔ مسکونی در اتریش است که در ناحیه استیر لند واقع شده‌است. زانکت اولریش بای اشتیر ۳۹ کیلومتر مربع مساحت دارد ۳۷۷ متر بالاتر از سطح دریا واقع شده‌است.